# Ghasem Hadadifar
Ghasem Hadadifar (em perso: قاسم حدادی‌فر; Esfahan, 12 de julho de 1983) é um futebolista iraniano que atua como meio-campista. Atualmente, joga pelo Zob Ahan Football Club.

## Carreira
Hadadifar se profissionalizou no Zob Ahan.

## Seleção
Hadadifar representou a Seleção Iraniana de Futebol na Copa da Ásia de 2011, no Catar. E defendeu seu país durante a Copa do Mundo FIFA de 2014.